# Laeospira sarsiae
Laeospira sarsiae är en ringmaskart som först beskrevs av Southward 1963.  Laeospira sarsiae ingår i släktet Laeospira och familjen Serpulidae. Inga underarter finns listade i Catalogue of Life.